# Río Branco (Roraima)

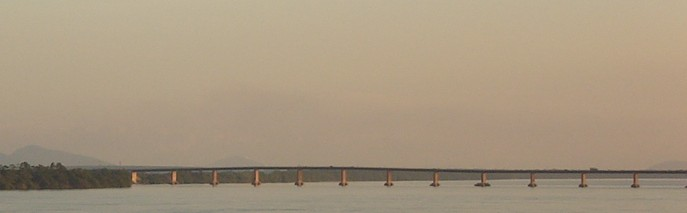
Vista del puente de los Macuxis

El río Branco (en español, «río Blanco») es un río amazónico brasileño, el principal afluente por la margen septentrional del río Negro, que discurre íntegramente por el estado de Roraima. Tiene una longitud de 560 km, aunque con una de sus fuentes, el río Uraricoera, alcanza los 1.430 km.

## Geografía
El río Branco nace en la parte norte del estado de Roraima, en las estribaciones de la sierra de Paracaima, que forma la frontera entre Brasil,Guyana y Venezuela. El río nace por la confluencia del río Uraricoera (870 km) y el río Tacutu (con sus afluentes Cotingo y Surumu), 30 km al norte de Boa Vista, la capital del estado. El río discurre de norte a sur, atravesando todo el estado y bañando las principales de sus ciudades, Boa Vista, Mucajaí, Caracaraí, Santa Luzia,  Sao Jose de Anuá, Catrimani, Boiaçu y Atauba. El mayor puerto fluvial del estado, y el de mayor tráfico, es el de Caracaraí. En el tramo central, durante unos 140 km, el río discurre paralelo a la vía BR-174 (Manaos-Puerto Velho).
Tiene su desembocadura en el río Negro, a través de varios canales y una cadena de lagunas, en la frontera con el estado de Amazonas, entre las desembocaduras del río Jauaperí y río Jufarí. El río cuenta con numerosas islas hasta casi 380 km por encima de su boca, que desaparecen tras una larga serie de rápidos.
Su cuenca hidrográfica, una subcuenca del río Negro, es la más grande de la región y drena casi la totalidad del estado de Roraima (las otras dos cuencas son mucho más pequeñas y corresponden al río Jauaperí y al Jufarí). El río es atravesado por dos puentes: uno, en Boa Vista (que une la capital con la ciudad de Esquina), el puente de los Macuxi, al norte, de unos 1.200 m de largo; y otro, en Caracaraí, en el centro del estado, con aproximadamente 700 m de longitud.
El río Branco discurre por cuatro de los municipios de Roraima (siguiendo el sentido de las aguas): Boa Vista, Mucajaí, Iracema y Caracaraí.
En su curso bajo el río Branco es el límite occidental del Parque nacional Río Branco.

## Tramos
El río Branco tiene su curso dividido en tres tramos diferenciados por el tipo de vegetación:
- Alto Branco: Un tramo de unos 170 km. Se inicia en la confluencia de los ríos Uraricoeira y Tacutu, y discurre a través de Boa Vista, y finaliza en la cachoeira do Bem-Querer. El curso se caracteriza por ser bastante ancho, aunque poco profundo, especialmente en la estación seca, momento en que hay un gran número de islas y bancos de arena. La cubierta vegetal que predomina es de sabana y algunos trechos de palmeras.
- Medio Branco: Es el tramo más pequeño, con 24 km. Se inicia en la cachoeira do Bem-Querer y llega hasta la localidad de Vista Alegre. Es una zona de transición, con muchos rápidos, que le hace innavegable para grandes embarcaciones. La vegetación también es de transición, con una mezcla de la vegetación existente en el norte del estado y la del sur, con dominio de sabanas, igarapé, buritizais y selva amazónica.
- Bajo Branco: es el tramo mayor, de 388 km. Parte de Vista Alegre cruzando el centro sur de Roraima hasta encontrarse con el río Negro. Tiene un ecosistema de bosques tropicales ricos en diversidad biológica, con una vegetación densa y abundante, con una exuberante flora y fauna. Muestra aguas ácidas de superficie oscura donde viven algunas de las especies de peces más atractivas para la pesca deportiva, como el tucunaré.

## Afluentes
la cuenca del río Branco tiene gran cantidad de afluentes, siendo los más importantes los siguientes:
- en el norte: río Mucajaí, además de sus dos fuentes (río Tacutu (con su afluente el río Cotingo) y el río Uraricoera);
- en el este: río Anauá;
- en el oeste: río Ajararí—río Água Boa do Univini—río Catrimani y río Itapará;
- en el sur: río Xeruiní.

## Navegación
El río Branco, en el tramo inferior, desde la boca hasta la ciudad de Caracaraí (472 km), es navegable todo el año para embarcaciones de calado medio y barcazas de fondo plano. Tiene una profundidad mínima menor de 1,0 m y máximo de 10 metros, por lo que es apta en ciertas épocas para convoyes con cuatro metro de calado. De diciembre a febrero, en el tramo entre Santa Maria Boiaçu (km 115) y Caracaraí (km 472), se limita a la navegación a una profundidad menor de 1m. Durante este período, los barcos deben esperar hasta tres meses hasta la crecida del río. Por encima de Caracaraí la navegación es complicada por la presencia de algunos zonas de rápidos y cascadas, aunque desde Boa Vista (unos 130 km de Caracaraí) hasta el cruce de los ríos Tacutu y Uraricoera es posible durante las crecidas.
El río realiza la mayor parte del transporte pesado entre Manaos, en el estado de Amazonas, y Boa Vista, principalmente derivados del petróleo, como gas licuado y combustibles líquidos, aunque también transporta materiales de construcción y maderas.

## Historia
Esta región permaneció inexplorada para los occidentales hasta bien entrado el siglo XVIII y los primeros portugueses en llegar al río Branco tenían el objetivo de atrapar indígenas y venderlos como esclavos en los mercados de Belém do Pará y San Luis de Marañón.